# Тризен (футбольный клуб)
«Тризен» (нем. Fussballclub Triesen) — лихтенштейнский футбольный клуб из города Тризен. Один из семи национальных футбольных клубов Лихтенштейна. Выступает в швейцарской Третьей лиге -на седьмом уровне футбольной пирамиды, куда вернулся в сезоне 2018/19. Клуб основан в 1932 году. Домашние матчи команда проводит на стадионе «Шпортплац Блуменау». Имеет фарм-клуб «Тризен Б»

## Достижения
Чемпионат Лихтенштейна
- Чемпион (3 раза, рекорд): 1934, 1935, 1937

Кубок Лихтенштейна
- Обладатель (8 раз): 1946, 1947, 1948, 1950, 1951, 1965, 1972, 1975
- Финалист (10 раз): 1949, 1952, 1953, 1954, 1958, 1959, 1964, 1967, 1968, 1969
- 3-е место[1] (1 раз): 1962